# Престъпни намерения (южнокорейски сериал)
„Престъпни намерения“ (на корейски: 크리미널 마인드, на английски: Criminal Minds) е южнокорейски криминален сериал с участието на Сон Хьон Джу, И Джун Ги, Мун Че Уон, Ю Сон, И Сон Бин, Го Юн и Ким Йонг Чол.
Базиран е на американската поредица „Престъпни намерения“. Излъчва се всяка сряда и четвъртък по канал tvN в продължение на 20 епизода от 26 юли до 28 септември 2017 г.

## Сюжет
Сериалът разказва за група висококвалифицирани профайлъри от екипа за национално криминално разследване (NCI), които проследяват престъпници и анализират ума им, за да предвидят следващата им стъпка и да ги заловят преди поредния им удар.
Действието започва една година след експлозия на бомба в болница, вследствие на грешка, която причинява смъртта на няколко офицери от SWAT. Ръководителят на екипа на NCI Канг Ки Хьонг се връща на работа след дълга пауза. Той е най-добрият профайлър в Корея, който анализира психологията на престъпника по интелигентен и хладнокръвен начин. Още със завръщането си, той е въвлечен в случай на серийни убийства, които изискват екипът на NCI да си сътрудничи с темпераментния профайлър Ким Хьон Джун (И Джун Ги).
Хьон Джун е емоционален човек, който не толерира несправедливостта. Този герой не съществува в американската версия на сериала, а е специално създаден за корейската версия, за да се впише в корейската култура. Ким Хьон Джун е най-активният в екипа и е пълен с изненади. Той е много грижовен, състрадателен, готов да се жертва за другите. Също така е импулсивен, избухлив и шумен. Хьон Джун е мостът между жертвите и разследващите зад бюрото. През първата половина на сериала съществува конфликт между него и останалата част от екипа.
Ха Сон У е рационална и силна личност, която остава спокойна и държи под контрол всяка ситуация, в която е замесена. Тя е тази, която смята, че емоционалният характер на Ким Хьон Джун е пречка в работата му.

## Актьорски състав
- Сон Хьон Джу – Канг Ки Хьон
- И Джун Ги – Ким Хьон Джун
- Мун Че Уон – Ха Сон У
- Ю Сон – Нана Хуанг
- И Сон Бин – Ю Мин Йонг
- Го Юн – И Хан
- Ким Йонг Чол – Пек Сан
- Ким Уон Хе – Ким Йонг Чол, сериен убиец, известен като Жътварят

## Награди
На 13-те годишни награди „Сумпи“ (13th Soompi Annual Awards) през 2018 г. И Джун Ги печели в категорията „Актьор на годината“ за ролята си на Ким Хьон Джун в сериала.